# Leader (nhân vật)
Leader (Samuel Sterns) là một nhân vật phản diện hư cấu xuất hiện trong truyện tranh Mỹ do Marvel Comics xuất bản. Leader xuất hiện lần đầu trong đầu truyện Tales to Astonish #62, được tạo ra bởi nhà văn Stan Lee và họa sĩ Steve Ditko với tư cách là kẻ thù không đội trời chung của Hulk. Anh ấy chủ yếu xuất hiện trong các truyện tranh liên quan đến Hulk trong những năm qua và là một trong những nhân vật nổi bật trong Marvel NOW! Thunderbolts khởi chạy lại.
Sterns làm công việc gác cổng ở Boise, Idaho khi anh ta bị nhiễm bức xạ gamma. Bức xạ biến anh ta thành một thực thể da xanh, siêu thông minh, tự xưng là Leader, dấn thân vào sự nghiệp tội phạm. Anh ta liên tục bị đánh bại bởi Hulk, người đã vượt qua tất cả các âm mưu của Leader cũng như những tay sai nhân tạo của anh ta được gọi là Humanoids. Sterns sau đó sẽ bị biến đổi nhiều hơn, khiến hộp sọ của anh ta thay đổi thành hình dạng của một bộ não quá khổ. Là một phần của Intelligencia, anh ta là một phần không thể thiếu của cốt truyện Hulked Out Heroes.
Nhân vật này đã được chuyển thể từ truyện tranh thành nhiều hình thức truyền thông khác nhau, bao gồm cả phim truyền hình và trò chơi điện tử. Samuel Sterns đã có màn ra mắt điện ảnh trong bộ phim The Incredible Hulk (2008) của Vũ trụ Điện ảnh Marvel, do Tim Blake Nelson thủ vai, và sẽ trở lại trong Captain America: New World Order (2024). Năm 2009, Leader được xếp hạng là Nhân vật phản diện trong truyện tranh vĩ đại nhất mọi thời đại thứ 63 của IGN.